# Estola albovaria
Estola albovaria är en skalbaggsart som beskrevs av Stefan von Breuning 1940. Estola albovaria ingår i släktet Estola och familjen långhorningar. Inga underarter finns listade i Catalogue of Life.